# Богићевићи
Богићевићи је насеље у општини Даниловград у Црној Гори. Према попису из 2003. било је 111 становника (према попису из 1991. било је 104 становника).

## Демографија
У насељу Богићевићи живи 83 пунолетна становника, а просечна старост становништва износи 38,5 година (36,2 код мушкараца и 40,4 код жена). У насељу има 38 домаћинстава, а просечан број чланова по домаћинству је 2,92.
Становништво у овом насељу веома је хетерогено.
|  |

| Демографија | Демографија | Демографија |
| Година      | Становника  | Становника  |
| ----------- | ----------- | ----------- |
|             |             |             |
|             |             |             |
|             |             |             |
|             |             |             |
| 1948.       | 119         |             |
| 1953.       | 117         |             |
| 1961.       | 132         |             |
| 1971.       | 109         |             |
| 1981.       | 109         |             |
| 1991.       | 104         | 96          |
| 2003.       | 112         | 111         |
|             |             |             |

| Етнички састав према попису из 2003.‍ | Етнички састав према попису из 2003.‍ | Етнички састав према попису из 2003.‍ | Етнички састав према попису из 2003.‍ | Етнички састав према попису из 2003.‍ |
| ------------------------------------ | ------------------------------------ | ------------------------------------ | ------------------------------------ | ------------------------------------ |
|                                      |                                      |                                      |                                      |                                      |
| Црногорци                            | Црногорци                            |                                      | 68                                   | 61,26%                               |
| Срби                                 | Срби                                 |                                      | 23                                   | 20,72%                               |
| Југословени                          | Југословени                          |                                      | 2                                    | 1,80%                                |
| Хрвати                               | Хрвати                               |                                      | 1                                    | 0,90%                                |
| непознато                            | непознато                            |                                      | 0                                    | 0,0%                                 |

| Година пописа     | 1948. | 1953. | 1961. | 1971. | 1981. | 1991. | 2003. |
| ----------------- | ----- | ----- | ----- | ----- | ----- | ----- | ----- |
| Број домаћинстава | 37    | 27    | 45    | 26    | 28    | 29    | 38    |

| Број чланова      | 1  | 2  | 3 | 4 | 5 | 6 | 7 | 8 | 9 | 10 и више | Просек |
| ----------------- | -- | -- | - | - | - | - | - | - | - | --------- | ------ |
| Број домаћинстава | 38 | 13 | 5 | 5 | 6 | 5 | 4 | 0 | 0 | 0         | 0      |

| Пол    | Укупно | Неожењен/Неудата | Ожењен/Удата | Удовац/Удовица | Разведен/Разведена | Непознато |
| ------ | ------ | ---------------- | ------------ | -------------- | ------------------ | --------- |
| Мушки  | 40     | 17               | 20           | 2              | 1                  | 0         |
| Женски | 48     | 12               | 19           | 16             | 1                  | 0         |
| УКУПНО | 88     | 29               | 39           | 18             | 2                  | 0         |

| Пол    | Укупно                    | Пољопривреда, лов и шумарство | Рибарство                            | Вађење руде и камена | Прерађивачка индустрија       |
| ------ | ------------------------- | ----------------------------- | ------------------------------------ | -------------------- | ----------------------------- |
| Мушки  | 22                        | 1                             | 0                                    | 0                    | 2                             |
| Женски | 10                        | 2                             | 0                                    | 0                    | 1                             |
| УКУПНО | 32                        | 3                             | 0                                    | 0                    | 3                             |
| Пол    | Производња и снабдевање   | Грађевинарство                | Трговина                             | Хотели и ресторани   | Саобраћај, складиштење и везе |
| Мушки  | 3                         | 0                             | 4                                    | 2                    | 3                             |
| Женски | 0                         | 1                             | 3                                    | 1                    | 0                             |
| УКУПНО | 3                         | 1                             | 7                                    | 3                    | 3                             |
| Пол    | Финансијско посредовање   | Некретнине                    | Државна управа и одбрана             | Образовање           | Здравствени и социјални рад   |
| Мушки  | 0                         | 1                             | 3                                    | 0                    | 1                             |
| Женски | 0                         | 0                             | 2                                    | 0                    | 0                             |
| УКУПНО | 0                         | 1                             | 5                                    | 0                    | 1                             |
| Пол    | Остале услужне активности | Приватна домаћинства          | Екстериторијалне организације и тела | Непознато            | Непознато                     |
| Мушки  | 1                         | 0                             | 0                                    | 1                    | 1                             |
| Женски | 0                         | 0                             | 0                                    | 0                    | 0                             |
| УКУПНО | 1                         | 0                             | 0                                    | 1                    | 1                             |